# Boklövsbrosking
Boklövsbrosking (Marasmius setosus) är en svampart som först beskrevs av James Sowerby, och fick sitt nu gällande namn av Machiel Evert ("Chiel") Noordeloos 1987. Boklövsbrosking ingår i släktet Marasmius och familjen Marasmiaceae.  Arten är reproducerande i Sverige. Inga underarter finns listade i Catalogue of Life.